# Stanisław Płaszewicz
Stanisław Płaszewicz (Rafałówka bij Zabłudów, 11 oktober 1944) is een Poolse Afrikanist en hoogleraar. In 1973 behaalde hij zijn doctoraat, in 1980 zijn habilitatie. Van 1988 tot 2009 was Płaszewicz aan de Universiteit van Warschau hoofd van de Afdeling Afrikaanse Talen en Culturen (Zakład Języków i Kultur Afryki), een onderdeel van de Faculteit van Oriëntalistiek. Daarnaast was hij lid van de afdeling Oriëntalistiek van de Poolse Academie van Wetenschappen.
In het kader van uitwisselingsprogramma's werkte Płaszewicz aan universiteiten in Ghana en Nigeria, waar hij veld- en archiefonderzoek verrichtte. Aan de universiteit van Maiduguri in Nigeria gaf hij colleges over de cultuur van de Hausa en hun gelijknamige taal, het Hausa.